# MaK 850 D
Unter der Bezeichnung MaK 850 D baute die Firma MaK ab 1957 vierachsige Dieselloks mit Stangenantrieb. Bis 1966 wurden insgesamt 33 Exemplare gebaut. Bei der MaK 850 D handelt es sich um eine Weiterentwicklung der MaK 800 D. Dabei wurden von Anfang an die längeren Fahrgestelle der letzten Bauserie der 800 D verwendet. Die Führerhäuser wurden mit Sonnenschutzdächern versehen.

## Technik
Die eingebauten Motoren des Typ MaK MA 301 AK leisten 850 PS (626 kW) bei 750/min. Die Lokomotiven erreichen je nach Getriebebauart Geschwindigkeiten bis 68 km/h bei einer Dienstmasse von 52 bis 66 t. Der Tankinhalt beträgt 1500 Liter.

## Einsatz
Insgesamt 23 Loks gingen nach Kuba; zwei Loks wurden nach Schweden geliefert. Der Rest ging an deutsche Privatbahnen und Industriebetriebe.
Die Lok mit der Fabriknummer 1000012 ist heute im Besitz des Vereins Verkehrsamateure und Museumsbahn e. V., Hamburg. Sie ist dort als Lok 5 der Hafen und Verkehrsbetriebe der Stadt Kiel, wo sie von 1970 bis 1991 im Einsatz war, zu sehen.